# Charles Bertrand
Charles Bertrand (* 5. Februar 1991 in Paris) ist ein französischer Eishockeyspieler, der seit Juli 2025 erneut bei Vaasan Sport aus der finnischen Liiga unter Vertrag steht und dort auf der Position des linken Flügelstürmers spielt. Zuvor war Bertrand bereits über einen längeren Zeitraum in Finnland aktiv und bestritt dort über 550 Partien und wurde zweimal Finnischer Meister. In Deutschland spielte er drei Jahre für den ERC Ingolstadt in der Deutschen Eishockey Liga (DEL).

## Karriere

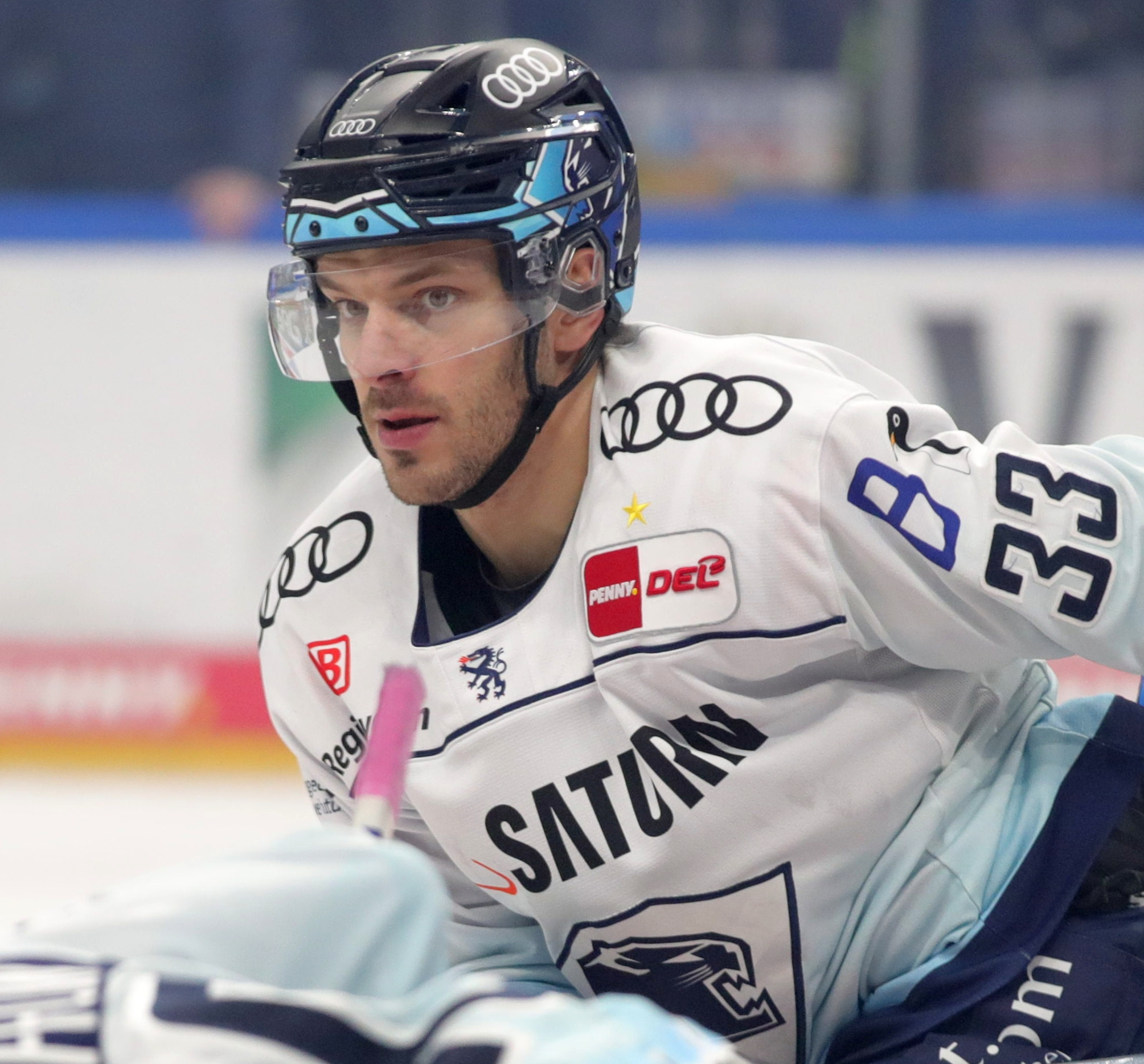
Bertrand im Trikot des ERC Ingolstadt (2022)

Charles Bertrand begann seine Karriere als Eishockeyspieler in seiner französischen Heimat in der Nachwuchsabteilung der Dragons de Rouen, in der er bis 2007 aktiv war. Anschließend spielte er zwei Jahre lang für die U18-Junioren des slowakischen Klubs HK Dukla Trenčín, ehe er die Saison 2008/09 bei den U20-Junioren des EC Red Bull Salzburg in Österreich beendete. Von 2009 bis 2011 spielte der Flügelspieler für die U20-Junioren von Rauman Lukko in Finnland. In der Saison 2010/11 gab er zudem sein Debüt für die Profimannschaft von Rauman Lukko in der Liiga und belegte mit der Mannschaft in den Playoffs den dritten Platz. Darüber hinaus lief er als Leihspieler in der zweitklassigen Mestis für Kajaanin Hokki auf.
Ab der Saison 2011/12 war Bertrand Stammspieler im Profikader von Rauman Lukko und absolvierte bis 2013 126 SM-liiga-Partien für Lukko. Anschließend wechselte er innerhalb der höchsten finnischen Spielklasse zu TPS Turku. Im November 2013 wurde er zum Färjestad BK in die höchste schwedische Liga, die Svenska Hockeyligan (SHL), ausgeliehen. Dort wurde sein Probevertrag nach drei Wochen verlängert. Zwischen 2014 und 2016 spielt er bei Vaasan Sport wieder in der Liiga, ehe er zur Saison 2016/17 zu Porin Ässät und ein Jahr später zu Oulun Kärpät wechselte. Mit Kärpät gewann er im April 2018 die Finnische Meisterschaft. Darüber hinaus wurde er in das All-Star-Team der Liiga berufen und mit der Aarne-Honkavaara-Trophäe sowie Matti-Keinonen-Trophäe ausgezeichnet.
Die gezeigten Leistungen machten andere Klubs auf Bertrand aufmerksam und dieser entschied sich – nur einen Tag nach dem Gewinn der Meisterschaft – für einen Vertrag beim HK Sibir Nowosibirsk aus der Kontinentalen Hockey-Liga (KHL). Es folgte ab November 2018 ein Engagement in der Schweiz, als Bertrand bei Fribourg-Gottéron einen Vertrag unterzeichnete. Dort beendete er die Saison 2018/19, kehrte anschließend nach Finnland zurück und schloss sich in der Folge Tappara Tampere an. Mit Tappara gewann er im Frühjahr 2022 seine zweite finnische Meisterschaft und entschied sich in der Folge, für den ERC Ingolstadt aus der Deutschen Eishockey Liga (DEL) zu spielen. Mit den Ingolstädtern erreichte er in den Playoffs die Finalserie, wo die Mannschaft allerdings am EHC Red Bull München scheiterte. Nach insgesamt drei Jahren beim ERCI kehrte der Franzose im Sommer 2025 nach Finnland zurück, wo er erneut bei Vaasan Sport anheuerte.

### International
Für Frankreich nahm Bertrand an der U18-Junioren-Weltmeisterschaft der Division II 2008, der U18-Junioren-Weltmeisterschaft der Division I 2009 sowie der U20-Junioren-Weltmeisterschaft der Division I 2010 teil.
In der französischen Herren-Auswahl spielte der Stürmer bei den Weltmeisterschaften 2012, 2013, 2015, 2016, 2019, 2022, 2023, 2024 und 2025. Zudem vertrat er sein Heimatland bei den Qualifikationen für die Olympischen Winterspiele 2014 im russischen Sotschi, 2022 in Peking sowie 2026 im italienischen Mailand. Ebenso nahm der Stürmer am Beat Covid-19 Ice Hockey Tournament teil.

## Erfolge und Auszeichnungen
| - 2008 Slowakischer U18-Junioren-Vizemeister mit dem HK Dukla Trenčín - 2009 Nuorten SM-liiga-Spieler des Monats September - 2010 Mestis-Rookie des Monats November - 2011 Nuorten SM-liiga All-Star-Team - 2014 Teilnahme am AHL All-Star Classic (mit dem Färjestad BK) - 2014 Schwedischer Vizemeister mit dem Färjestad BK | - 2018 Finnischer Meister mit Oulun Kärpät - 2018 Aarne-Honkavaara-Trophäe - 2018 Matti-Keinonen-Trophäe - 2018 Liiga All-Star-Team - 2022 Finnischer Meister mit Tappara Tampere - 2023 Deutscher Vizemeister mit dem ERC Ingolstadt |

### International
- 2008 Aufstieg in die Division I bei der U18-Junioren-Weltmeisterschaft der Division II, Gruppe A

## Karrierestatistik

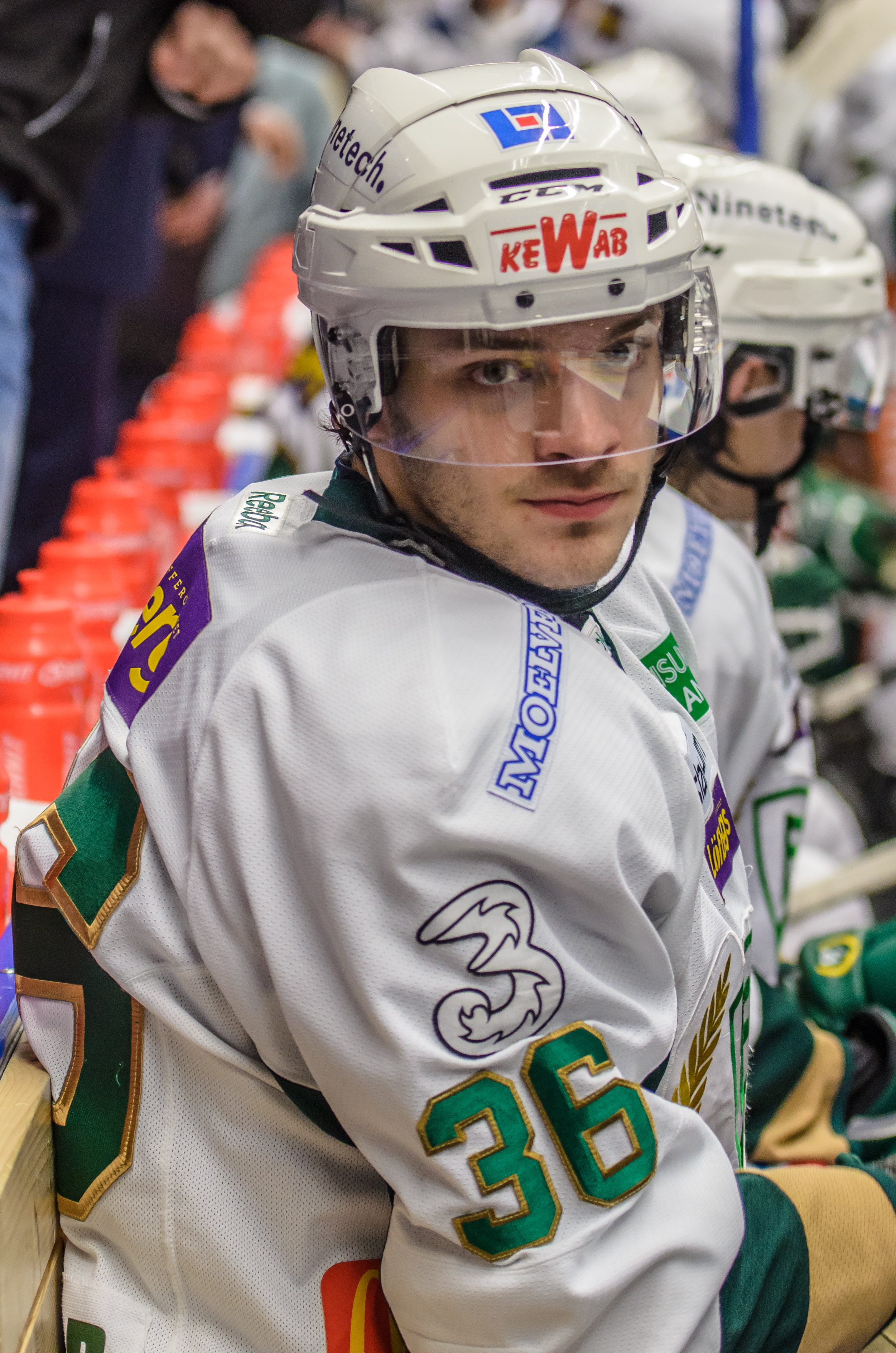
Bertrand als Spieler des Färjestad BK (2013)

Stand: Ende der Saison 2024/25

### International
Vertrat Frankreich bei:
| - U18-Junioren-Weltmeisterschaft der Division II 2008 - U18-Junioren-Weltmeisterschaft der Division I 2009 - U20-Junioren-Weltmeisterschaft der Division I 2010 - Weltmeisterschaft 2012 - Qualifikationsturnier für die Olympischen Winterspiele 2014 - Weltmeisterschaft 2013 - Weltmeisterschaft 2015 - Weltmeisterschaft 2016 | - Weltmeisterschaft 2019 - Beat Covid-19 Ice Hockey Tournament - Qualifikationsturnier für die Olympischen Winterspiele 2022 - Weltmeisterschaft 2022 - Weltmeisterschaft 2023 - Weltmeisterschaft 2024 - Qualifikationsturnier für die Olympischen Winterspiele 2026 - Weltmeisterschaft 2025 |

(Legende zur Spielerstatistik: Sp oder GP = absolvierte Spiele; T oder G = erzielte Tore; V oder A = erzielte Assists; Pkt oder Pts = erzielte Scorerpunkte; SM oder PIM = erhaltene Strafminuten; +/− = Plus/Minus-Bilanz; PP = erzielte Überzahltore; SH = erzielte Unterzahltore; GW = erzielte Siegtore; 1 Play-downs/Relegation; Kursiv: Statistik nicht vollständig)